# Chelostoma handlirschi
Chelostoma handlirschi là một loài Hymenoptera trong họ Megachilidae. Loài này được Schletterer mô tả khoa học năm 1889.